# Le Mesnil-Raoult
Le Mesnil-Raoult era una comuna francesa situada en el departamento de Mancha, de la región de Normandía, que el 1 de enero de 2016 pasó a ser una comuna delegada de la comuna nueva de Condé-sur-Vire al fusionarse con la comuna de Condé-sur-Vire.

## Historia
El 1 de enero de 2017 pasó a ser una comuna delegada de la comuna nueva de Condé-sur-Vire al fusionarse con las comunas de Condé-sur-Vire  y Troisgots.

## Demografía
| Gráfica de evolución demográfica de Le Mesnil-Raoult entre 1800 y 2014 |
|                                                                        |

Los datos demográficos contemplados en este gráfico de la comuna de Le Mesnil-Raoult se han cogido de 1800 a 1999 de la página francesa EHESS/Cassini, y los demás datos de la página del INSEE.